# UNMIBH Medaille
De UNMIBH Medaille is een onderscheiding die wordt verleend door de Verenigde Naties. 

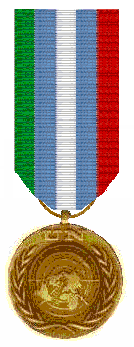
UNMIBH Medaille

Zoals gebruikelijk stichtte de secretaris-generaal van de Verenigde Naties een van de Medailles voor Vredesmissies van de Verenigde Naties voor de deelnemers aan de United Nations Mission in Bosnia and Herzegovina - International Police Task Force. De medaille wordt aan militairen en politieagenten verleend.